# Erik Mitteregger
Curt Erik Göran Mitteregger, född 9 mars 1960, är en svensk civilekonom och finansman. Mitteregger studerade vid Handelshögskolan i Stockholm, arbetade 1990–1995 på ledande nivå inom Alfred Berg och var 1995 med och grundade Brummer & Partners Kapitalförvaltning AB, där han arbetade till 2002. Därefter har han byggt upp en investeringsportfölj med aktier i främst onoterade och mindre noterade bolag. Mitteregger har haft flera ordförande- och andra styrelseuppdrag inom olika svenska aktiebolag, framför allt inom Stenbecksfären. Han sitter bland annat i styrelsen för Firefly, Investment AB Kinnevik, Metro och Tele 2.